# Drawn Blank
Drawn Blank är en bok av Bob Dylan som gavs ut 1994 på förlaget Random House. Den består av hans teckningar.